# Cornice digitale

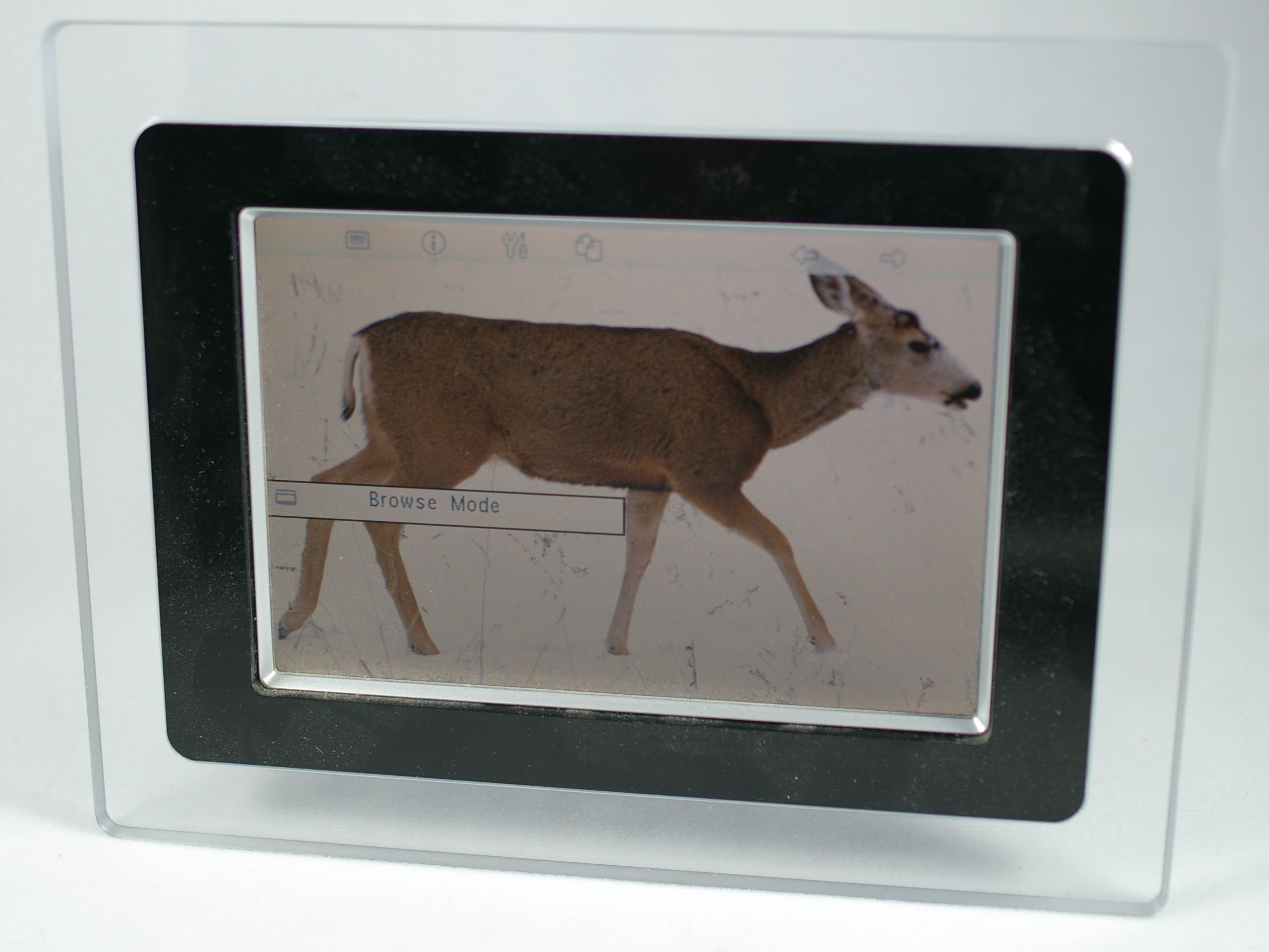
Una cornice digitale

Una cornice digitale (detta anche portafoto digitale) è la versione digitale di una tradizionale cornice portafoto. 
Costituita da una cornice in legno o plastica e un display LCD, generalmente integra un lettore di memorie, e degli altoparlanti, poiché alcuni possono leggere anche file multimediali quali MP3 e filmati video.

## Caratteristiche e funzionamento
Una cornice digitale (chiamata anche cornice per media digitali) è una cornice per foto che visualizza foto digitali senza la necessità di un computer o di una stampante. L'introduzione delle cornici digitali precede i tablet, che in alcune situazioni possono svolgere la stessa funzione; tuttavia, le cornici digitali sono generalmente progettate specificamente per la visualizzazione statica ed estetica delle fotografie e quindi di solito offrono una cornice più bella e un sistema di alimentazione progettato per un uso continuo.
Le cornici digitali sono disponibili in una varietà di forme e dimensioni diverse con una gamma di funzionalità. Alcune possono persino riprodurre video oltre a visualizzare fotografie. I proprietari possono scegliere una cornice digitale che utilizza una connessione WiFi o meno, dotata di archiviazione cloud e/o hub per USB e schede SD.

### Storia
La prima generazione di cornici digitali è stata introdotta negli anni '90 e includeva schermi con la capacità di accettare schede di memoria direttamente dalle fotocamere digitali. La diffusione delle fotocamere digitali negli anni '90 lasciò i consumatori con migliaia di foto digitali senza un modo praticabile per visualizzarle. Le cornici digitali disponibili commercialmente iniziarono ad apparire poco dopo l'introduzione delle foto digitali, ma non trovarono un'adozione di mercato fino alla metà degli anni 2000, quando il numero di foto digitali esplose con l'integrazione delle fotocamere digitali nei telefoni cellulari. Le cornici di prima generazione godettero di un'ampia adozione di mercato. Il mercato raggiunse il picco nel 2009 con oltre 1 miliardo di dollari a livello mondiale, ma l'introduzione dell'iPad di Apple iniziò il lento declino del mercato. Le cornici di prima generazione sono ancora vendute oggi a prezzi inferiori ai 100 euro.
La seconda generazione di cornici digitali includeva la connettività a Internet. Nel 1999 Ceiva introdusse una cornice digitale con connettività dial-up. Entro il 2010 Nixplay e PixStar iniziarono a popolarizzare le cornici digitali con connessioni WiFi, consentendo ai consumatori di caricare foto dal web e collegarsi a siti di condivisione e archiviazione di foto basati su cloud come Flickr, Picasa, Google Photos, Instagram e Facebook.
Entro il 2016, la terza generazione di cornici digitali iniziò ad apparire con aziende come PhotoSpring, Aura e Joy. Queste cornici utilizzavano piattaforme tablet per costruire funzionalità di cornice fotografica. Ciò consentiva l'uso della tecnologia touchscreen e della batteria per le cornici di PhotoSpring e Joy, e della tecnologia della fotocamera per Aura e Joy.

### Caratteristiche
Le cornici digitali variano in dimensioni da unità minuscole a portachiavi a grandi cornici da parete che coprono diversi piedi. Le dimensioni più comuni vanno da 7 pollici (18 cm) a 20 pollici (51 cm). Alcune cornici digitali possono visualizzare solo immagini JPEG. La maggior parte delle cornici digitali visualizza le foto come una presentazione con un intervallo di tempo regolabile. Possono anche essere in grado di inviare foto a una stampante o avere funzionalità ibride. Esempi sono il Sony S-Frame F800, che ha una stampante integrata sul retro, o l'Epson PictureMate Show.
Le cornici digitali in genere consentono la visualizzazione di immagini direttamente dalla scheda di memoria di una fotocamera e possono fornire una memoria interna. Alcune consentono agli utenti di caricare immagini nella memoria della cornice tramite una connessione USB o wireless tramite tecnologia Bluetooth. Altre includono il supporto per connessioni wireless (802.11) o utilizzano la tecnologia cellulare per trasferire e condividere file. Alcune cornici consentono di condividere foto da una cornice all'altra.
Alcune cornici offrono supporto per applicazioni specifiche, come il caricamento di immagini tramite Internet da feed RSS, siti di condivisione foto come Flickr, Picasa e da e-mail.
Gli altoparlanti integrati sono comuni per la riproduzione di contenuti video con audio, e molte cornici dispongono anche di telecomandi. Sono disponibili anche unità a batteria per l'uso portatile.

### Rapporto d'aspetto
Il rapporto d'aspetto delle cornici può variare. I rapporti d'aspetto comuni includono: 4:3, 3:2 e 16:9. (A volte le cornici 16:9 sono in realtà 15:9). A seconda del modello e delle caratteristiche, le immagini che non corrispondono esattamente al rapporto d'aspetto della cornice possono essere ritagliate, allungate o ridotte per adattarsi. Questo potrebbe risultare in immagini con contenuto mancante, distorte o con spazio vuoto intorno. Ciò può essere evitato acquistando una cornice con un rapporto d'aspetto che corrisponda esattamente alla fotocamera o modificando le foto al rapporto d'aspetto target prima di trasferirle nella cornice.

### Problemi di sicurezza
Nel febbraio 2008, un numero di cornici digitali, come le cornici digitali del marchio Insignia prodotte in Cina, furono trovate contenenti un trojan chiamato Mocmex nella loro memoria interna.
Instagram consente agli utenti di app di terze parti di connettersi ai loro contenuti fotografici di Instagram utilizzando OAuth per visualizzare i contenuti fotografici e autenticarsi senza che l'app memorizzi le credenziali di accesso. Le app per cornici digitali utilizzano questo protocollo di accesso sicuro per eliminare i problemi di sicurezza legati alla memorizzazione delle credenziali di accesso

### Elenco delle note
1. ↑   Apple annuncia l'ipad, su engadget.com.
2. ↑   digital photo frames  fading from view, su dev.consumersdigest.com.
3. ↑   the-second coming-of-small-screens-in-the-home, su fastcompany.com.
4. ↑   Sony unvels new s-Frame Digital Photo Frames with HD VIdeo Playback (PDF), su sony.com.hk.
5. ↑   Print and Display Your Images With Epson PictureMate Show, the Ultimate Two-in-One Digital Frame and Compact Photo Printer, su prnewswire.com.
6. ↑   How to Buy a Digital Photo Frame, su pcmag.com.
7. ↑   Scelta cornice digitale - tendenze nel design, su cornicedigitale.com.
8. ↑   Chinese PC virus may have hidden agenda, su seattlepi.com.